# Фортуна банк
АТ «Фортуна-банк» — колишній український банк. Зареєстрований в 2002 році. Головний офіс був розташований в Києві.
26 січня 2017 року НБУ визнав неплатоспроможним ПАТ «Фортуна-банк». Відшкодування коштів фізичних осіб - клієнтів банку у межах гарантованої суми здійснюватиме Фонд гарантування вкладів фізичних осіб. В даній установі ще не оприлюднили точні цифри виплат, але достеменно відомо, що Фортуна Банк винен близько 683 мільйонів гривень. В даному випадку складається така ситуація, що велика частина вкладів перевищують ліміт у 200 тис. грн., тому ФГВФО забезпечить виплату тільки гарантовані суми вкладів, що в загальному не перевищують 96 мільйонів гривень. 
21 лютого 2017 Нацбанк ухвалив рішення про ліквідацію АТ «Фортуна-банк».

## Власники та керівництво

### Акціонери
- Тищенко Мотрона Іванівна — 99.5 %
- Масленнікова Антоніна Борисівна — 0.5 %

### Керівництво
- Голова Правління АТ «Фортуна-банк» — Масленнікова Антоніна Борисівна;
- Заступник Голови Правління АТ «Фортуна-банк» — Стецюра Володимир Анатолійович;
- Заступник Голови Правління АТ «Фортуна-банк» — Рудий Володимир Вадимович;

## Про банк
Публічне акціонерне товариство «Фортуна-банк» засноване в листопаді 2002 року та складається з Головного офісу у м. Київ, а також представлений регіональними обласними відділеннями в чотирьох областях України. АТ «Фортуна-банк» — універсальний банк, без спеціалізації за видами операцій.
Вищим керівним органом банку є Загальні збори акціонерів, що визначають місію, філософію та стратегію діяльності.
Органом управління, що здійснює контроль за діяльністю банку, є Спостережна рада. Спостережна рада банку представляє інтереси акціонерів у час між проведенням Загальних зборів учасників. Правління, як виконавчий орган банку, відповідає за поточне управління його діяльністю.
Свою діяльність АТ «Фортуна-банк» здійснює на підставі банківської ліцензії № 201, виданої Національним банком України 24.10.2011 року та Генеральної ліцензії № 201 від 24.10.2011 року на здійснення передбачених Законодавством України банківських операцій.

## Показники діяльності
Основні показники (за станом на 01.02.2014): статутний капітал — 265 млн грн., чисті активи — 2 972,19 млн грн.

## Членство Банку
- Член VISA International
- Асоціація українських банків (АУБ)
- Фонд гарантування вкладів фізичних осіб
- Перше всеукраїнське бюро кредитних історій
- Українська міжбанківська валютна біржа (УМВБ)
- Асоціація учасників фондового ринку України
- Професійна асоціація реєстраторів і депозитаріїв
- Перша фондова торговельна система (ПФТС)